# Jucu (gmina)
Jucu – gmina w Rumunii, w okręgu Kluż. Obejmuje miejscowości Gădălin, Jucu de Mijloc, Jucu de Sus, Juc-Herghelie i Vișea. W 2011 roku liczyła 4270 mieszkańców.